# GINZA YOGA
GINZA YOGA（ギンザ・ヨガ）は、TOKYO MX 1で2017年7月2日から2017年9月24日まで放送されたミニ番組。放送時間は毎週日曜日の7:00 - 7:10。東急プラザ（東急不動産）の一社提供。全13回放送。

## 概要
2016ミス・ワールドジャパン・ファイナリストでヨガ・インストラクターの沖知子（おき・さとこ、ヨガの監修も兼任している）とタレント、モデルが話題のスポット「東急プラザ銀座」を舞台に、様々なストレスを抱えながら暮らす東京人のために、日曜の朝をYOGAで健康的にデザインするというもので、毎回「陽～Active～」と「陰～Detox～」の2種類のポーズを、ショートムービーのような世界観で届ける。
番組の後半は、東急プラザ銀座のおすすめスポットと、インフォメーションで構成される。

## 出演
- 沖知子
- ジョナサン・シガー（タレント。『5時に夢中!』黒船特派員、2017年8月期～2017年9月期）
- 島袋聖南[2]（タレント、モデル。元フジテレビ『テラスハウス』出演者、2017年8月期～2017年9月期）
- 宮川卓児（モデル。JUNON×MUJ 16-17グランプリ、2017年8月期～2017年9月期）

### 過去の出演者
- 大和悠河（女優。元宝塚宙組、2017年7月期）

## 放映リスト
※放送はすべて2017年
| 回  | 放送日  | 陽～Active～              | 陰～Detox～                 | 呼吸を感じる ～あなた自身の生命エネルギーを感じて～ | 今日はこのごはんであなたをデザイン （カッコ内の苗字は、店を訪れた出演者）                         |
| --- | ------- | ------------------------- | --------------------------- | --------------------------------------------------- | ------------------------------------------------------------------------------------------------- |
| #1  | 7月2日  | 木のポーズ                | ワニのポーズ                | BREATHE WITH A SMILE                                | 数寄屋橋茶房の鶏挽肉と根菜の煮こごり（大和）                                                      |
| #2  | 7月9日  | 戦士のポーズ（1）         | 合蹠の ポーズ               | THE SUN ALWAYS SHINES YOU                           | 丸福珈琲店 銀座喫茶室の サーモンとアボカドのカフェごはん（沖）                                    |
| #3  | 7月16日 | 扇のポーズ                | 牛の顔のポーズ              | SKY IS THE LIMIT                                    | HANDS EXPO CAFEの 厚切りベーコンのズッキーニ カルボナーラ風（沖）                                 |
| #4  | 7月23日 | 弓のポーズ                | 頭を膝に 付けるポーズ       | U SMILE EVERYONE SMILE                              | カカオ・マーケット・バイ・マリベルの フローズンティラミスのアフォガート（沖）                     |
| #5  | 7月30日 | 体側を伸ばすポーズ        | 割り座で仰向けになるポーズ  | KEEP TRYING AT OWN PACE                             | 御膳房ガーデンの薬膳スープ（沖）                                                                  |
| #6  | 8月6日  | 下半身を強く 伸ばすポーズ | 針の糸通しの ポーズ         | LISTEN TO YOUR VOICE OF THE HEART                   | ESqUISSE CINq（エスキスサンク）のマセドアンヌ（沖）                                               |
| #7  | 8月13日 | 鳩のポーズ                | 鋤のポーズ                  | SHINE ON YOU,LET IT SHIN                            | グラニースミス・アップルパイ・アンド・コーヒーの リコッタチーズとブルーベリーのアップルパイ（沖） |
| #8  | 8月20日 | 三角のポーズ              | 橋のポーズ                  | WALK UP STRAIGHT!                                   | こななの明太子としらす野沢菜添え（沖）                                                            |
| #9  | 8月27日 | 椅子のポーズ              | 猫のポーズ                  | EVERYDAY IS A NEW DAY                               | THE APOLOのグリークサラダ（沖）                                                                   |
| #10 | 9月3日  | 戦士のポーズ（2）         | 座位の前屈                  | TAKE A DEEP BREATH'D REVITALIZE YOUR OWN            | SALON GINZA SABOUの野菜成り（沖）                                                                 |
| #11 | 9月10日 | ねじりのポーズ            | 座位の開脚前屈              | LISTEN TO WHAT YOUR HEART SAYS                      | green barのダブルスーパーグリーンスムージー（沖）                                                 |
| #12 | 9月17日 | 門のポーズ                | 魚のポーズ                  | MAKE YOUR HAPPIEST DAY                              | Me's CAFE & KITCHEN at METoA GINZAの スマッシュド・アボカドトースト（沖）                         |
| #13 | 9月24日 | 鷲のポーズ                | 鳩のポーズ・ バリエーション | SMILE'D HAPPINESS IS ALL AROUND                     | Dexee Deliのレギュラープレート（沖）                                                              |

- なお、「呼吸を感じる」同様、各回共通でオープニングは太陽礼拝となっている。

## イベント
- 2017年7月17日（月・祝）に東急プラザ銀座にてトーク＆ライブ・イベントを開催[4]。

出演
- 沖知子
- 大和悠河
- 土屋飛鳥（kino music所属アーティスト。番組のエンディングテーマ曲『Super Sanday』を歌唱）

## 映像ソフト
- 2017年9月29日にAmazon.co.jp限定で発売（発売：MXエンターテインメント、販売：ゴマブックス）。本編に加えて、土屋飛鳥が歌う番組テーマ曲『Super Sanday』のミュージックビデオを特典ディスクとして同梱。ただし、本編には大和の出演分及び「今日はこのごはんであなたをデザイン」は収録されていない。さらに同梱のミュージックビデオには沖が出演している。